# Lee Richardson (Schauspieler)
Lee Richardson (* 11. September 1926 in Chicago, Illinois; † 2. Oktober 1999 in New York) war ein US-amerikanischer Theater- und Filmschauspieler.

## Leben und Werk
Lee Richardson las in seiner Jugend die Werke von Shakespeare sowie Noël Coward und diente während des Zweiten Weltkriegs im US Army Air Corps. Nach seiner Entlassung aus dem Militärdienst nahm er Kurse an der Loyola University und Schauspielunterricht an der Goodman Theater School in Chicago.
In New York debütierte er an der Off-Broadway-Produktion von Tennessee Williams’ Summer and Smoke mit Geraldine Page, wo er 24-jährig die Aufmerksamkeit von Al Hirschfeld erweckte, der vier Zeichnungen von Lee Richardson anfertigte. Im Jahre 1962 trat er mit George C. Scott im Central Park in einer Aufführung von The Merchant of Venice (Der Kaufmann von Venedig) auf und wurde später ein Gründungsmitglied des Guthrie Theater in Minneapolis, wo er mit Jessica Tandy, Hume Cronyn, Zoe Caldwell, Douglas Campbell und Rita Gam zusammenarbeitete. Nach vier Jahren im American Shakespeare Theater in Stratford, Connecticut, kehrte er zum Broadway zurück und trat unter anderem in Find Your Way Home, The Texas Trilogy und Father’s Day auf.
Für seinen Broadway-Auftritt in Vivat! Vivat Regina! war Lee Richardson 1973 für einen Tony Award nominiert. Daneben wirkte Lee Richardson als Sprecher in 100 Werbetrailern mit.
Lee Richardson hatte 1954 in Studio One in Hollywood und Playhouse 90 seine ersten Fernsehauftritte und wirkte in insgesamt 250 Folgen mit. Erstmals in einer Hollywood-Produktion war er 1976 in Sidney Lumets Network als Erzähler (Narrator) tätig, 1985 verkörperte er Dominic Prizzi in Die Ehre der Prizzis und 1992 in Sanfte Augen lügen nicht einen Chassidischen Rebbe. Als Charakterdarsteller war Richardson auch im Fernsehen geschätzt und wirkte von 1956 bis 1999 in etwa fünfzig verschiedenen Produktionen mit.
Seine Ehefrau Elaine Rower Richardson verstarb 1996 nach 35-jähriger Ehe. Lee Richardson hinterließ eine Tochter und einen Sohn sowie seine Schwester Dolores Levine.

## Filmografie (Auswahl)
- 1976: Network
- 1981: Prince of the City
- 1985: Die Ehre der Prizzis (Prizzi's Honor)
- 1987: Das Ritual (The Believers)
- 1988: Dirty Tiger (Tiger Warsaw)
- 1989: Die Fliege 2 (The Fly II)
- 1990: Tödliche Fragen (Q&A)
- 1992: Sanfte Augen lügen nicht (A Stranger Among Us)

## Theater (Auswahl)
- 1960: Summer and Smoke
- 1962: The Merchant of Venice (Kaufmann von Venedig)